# Вавилонско ропство
Вавилонско ропство, вавилонско сужањство или вавилонско прогонство, је назив који се обично користи за депортацију и прогонство Јевреја из древног Краљевства Јудеје у Вавилон ко је наредио Набухаднезар II у 6. веку п. н. е. Ропство и каснији повратак у Израел су кључни догађаји у историји Јевреја и јудаизма, па су имали дугорочне последице на развој модерне јеврејске културе и обичаја.
Краљевство Јуда (око 930. п. н. е.–586. п. н. е.), често навођено као „Јужно краљевство," како би се разликовало од „Северног Краљевства“ Самарија била је једна од држава-наследница "Краљевине Израел." Племе Јуда је краља Давида изабрало да влада над њима, па је Давидијанска лоза преживела 350 година, све док краљевство године 586. п. н. е. није уништило Вавилонско царство под Небузар-аданом, капетаном телесне гарде Набухаднезар II. Тада је уништен и Соломонов храм у Јерусалиму. Већ пре тога Вавилонци су били заузели Јерусалим и прогнали јудејско племство и водеће грађане. Пошто је Вавилонију освојила Персија године 539. п. н. е., персијски владар Кир Велики је Јеврејима дозволио да се врате у своју домовину, а 40.000 њих је искористило ту прилику, о чему говоре библијске приче о Јоахину, Јездри и Немији.
Вавилонско прогонство и повратак у Израел се у верском смислу сматра једним од кључних догађаја у односу Бога и његовог изабраног народа - Израела. Исто као што су били предодређени да падну у ропство а потом буду избављени из Египта, Израелити су били предодређени за Божју казну у облику Вавилонаца, од којих су поновно избављени. Вавилонско ропство је због тога имало значајан утицај на развој јудаизма и јеврејске културе, што укључује промене у хебрејском писму те промене у ритуалима и обичајима јудаизма.
Овај период је карактерисала појава последњих великих библијских пророка као што је Језекиљ, а након чега је Тора добила велику важност у јеврејском свету. Према историјско-критичким проучаватељима Библије, библијски текстови су управо у то време били уређени и обрађени, па је започела канонизација Библије као најважнијег текста за све Јевреје. Овај је процес коинцидирао с појавом писара и мудраца као јеврејских вођа (в. Јездра и фарисеји).
Пре прогонства, народ Израела се организовао по начелу племена; након тога су организовани у кланове, с тиме да је племе Леви задржало посебну улогу. Након вавилонског ропства, установиле су se трајне и бројне заједнице Јевреја изван Земље Израелове, па се тако тај догађај сматра почетком "Јеврејске дијаспоре."